# Phaenochitonia eanes
Phaenochitonia eanes är en fjärilsart som beskrevs av Frederick DuCane Godman 1903. Phaenochitonia eanes ingår i släktet Phaenochitonia och familjen Riodinidae. Inga underarter finns listade i Catalogue of Life.